# Планински кефал
Планинският кефал (Telestes souffia) е вид лъчеперка от семейство Шаранови (Cyprinidae). Видът не е застрашен от изчезване.

## Разпространение
Разпространен е в Австрия, Босна и Херцеговина, Германия, Италия, Лихтенщайн, Румъния, Словакия, Словения, Украйна, Унгария, Франция, Хърватия, Чехия и Швейцария.

## Описание
На дължина достигат до 25 cm.